# Монументалізм

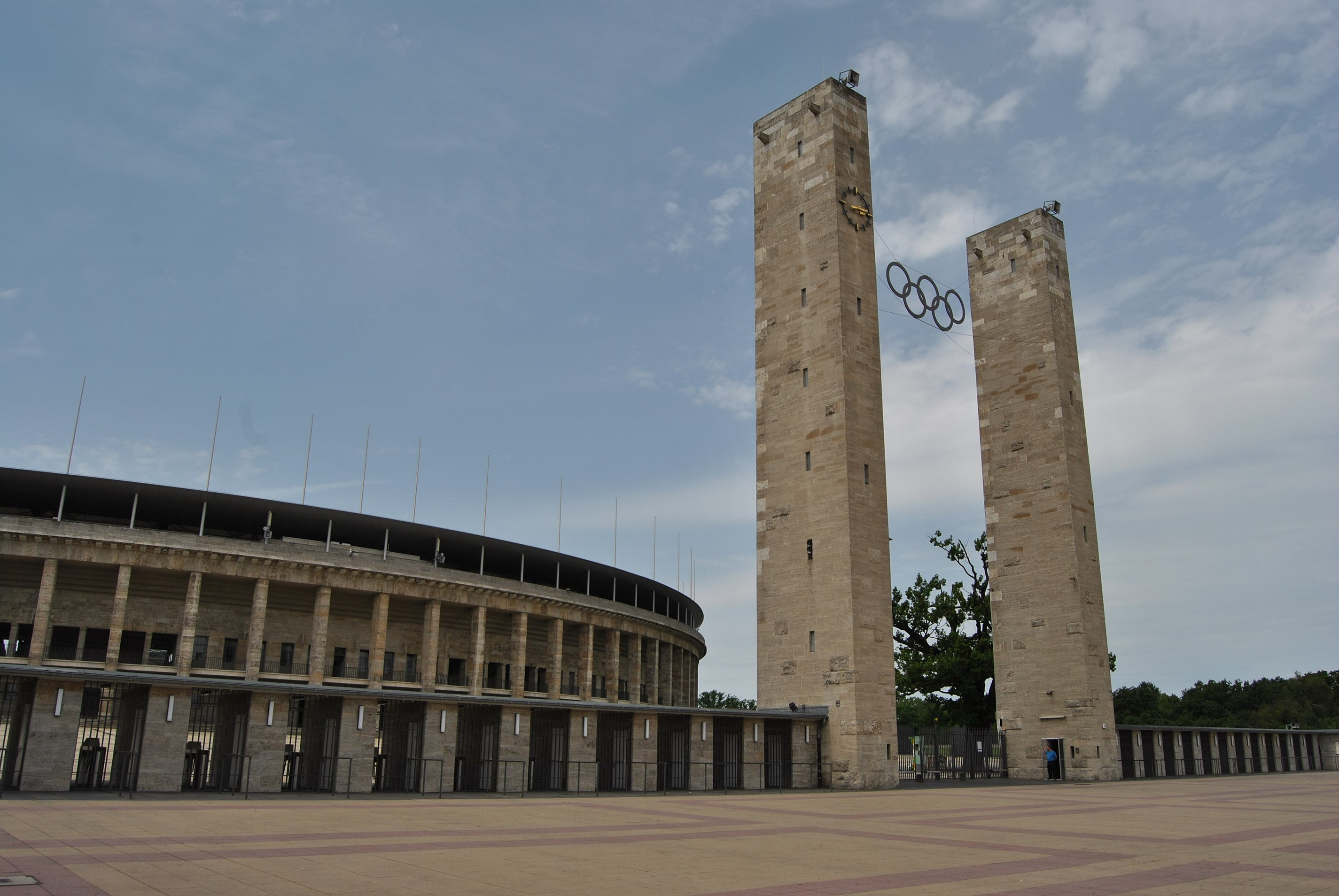
Олімпійський стадіон в Берліні

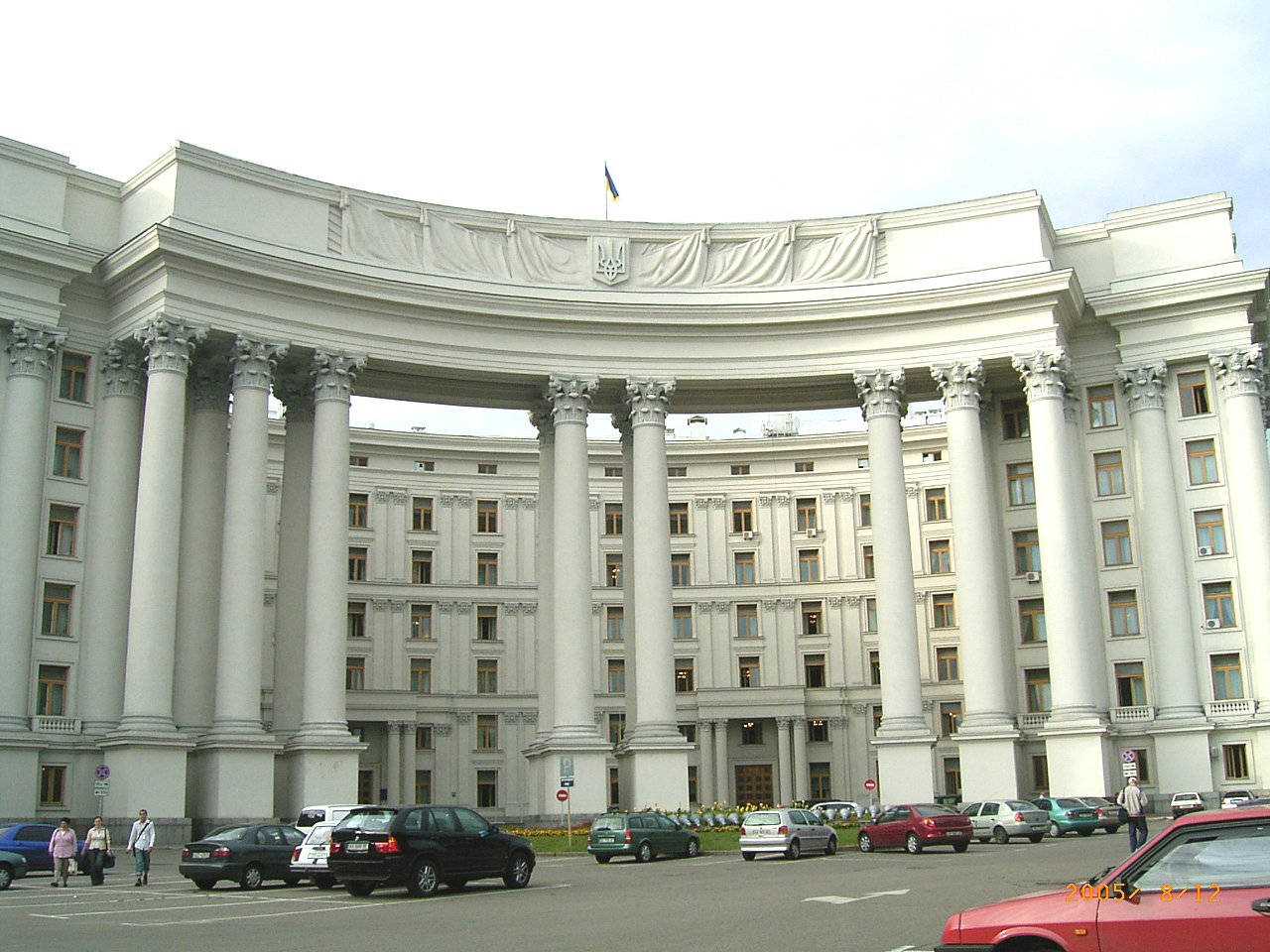
Будівля міністерства закордонних справ України, Київ

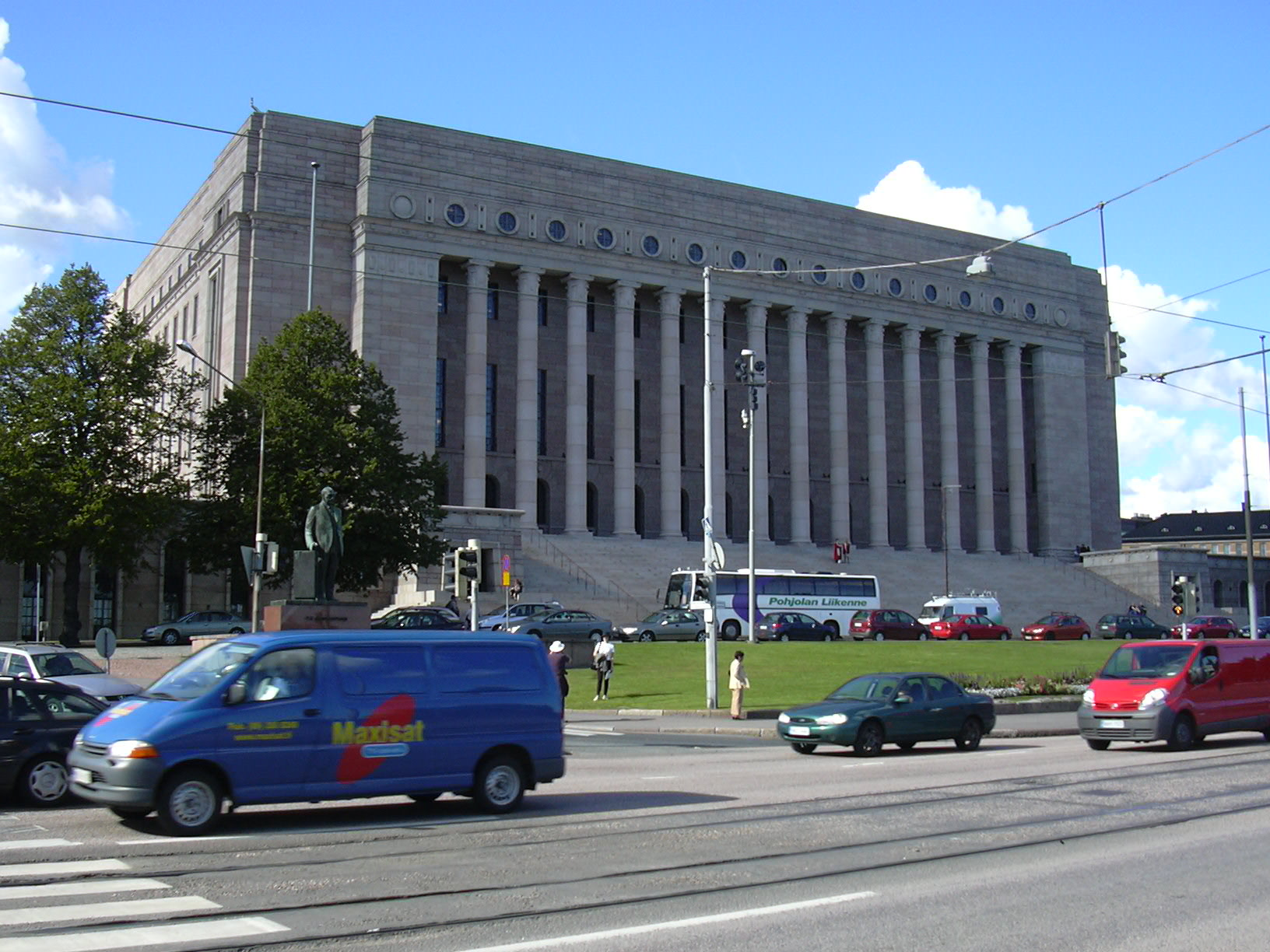
Парламент Фінляндії, 1927-1931, Хельсінкі

Монументалізм (від лат. monumentum — пам'ятник) — стиль у світовому мистецтві та архітектурі середини XX століття. Виник як альтернатива авангардизму та модернізму 10–20-х років в СРСР та нацистській Німеччині, але згодом набув поширення і в інших країнах.

## Історія
Першим монументалізм як визначну рису нового стилю визначив російський письменник Олексій Толстой, який в 1924 році запропонував для нього назву «монументальний реалізм». Щоправда, в СРСР воліли використовувати термін «соціалістичний реалізм», а в Третьому Рейху — «героїчний реалізм»,. Для позначення радянської архітектури монументалізму часто використовують назви «сталінський ампір» та «радянський монументальний класицизм», німецької — «нацистський неокласицизм».
Вживають також узагальнюючий термін «тоталітарний стиль», хоча насправді монументалізм був поширений не лише в тоталітарних державах, але й, скажімо, в Скандинавії (так званий «нордичний класицизм»). До того ж в деяких країнах, де утвердилися тоталітарні режими (Італія та СРСР у 20-і роки), панував конструктивізм, а в Радянському Союзі з 50-х років монументалізм в архітектурі поступився функціоналізму.
Ганс Ґюнтер пояснює поширення монументалізму насамперед в тоталітарних державах тим, що тоталітарна культура виражає себе передовсім у проєкті держави, який стає естетичним проєктом, витвором мистецтва. Учений аналізує сталінську та фашистську культури з погляду функціональної подібності між ними й виокремлює головні риси стилю: своєрідний надреалізм («тоталітарний реалізм»), монументальність, класицизм, народність та героїзм. Розуміючи монументальність перш за все як один з аспектів архітектурного мистецтва тоталітарної культури (тобто пов'язуючи її із традиційною сферою уживання терміна), Ґюнтер також говорить, що «монументальність однак не обмежувалася архітектурою. Від неї як від центру монументалізму це явище поширилося на літературу, живопис, включно зі стінним, пластику тощо. Повсюдно вимагалися монументальні полотна та епоси. Ця тема не сходила із сторінок радянських журналів сталінської ери».

## В літературі
В літературі особливостями напрямку монументалізму є увага до змісту, простота форми, культ держави, християнський оптимізм. Найчастіше до монументалізму відносять житія і літописи. Найяскравішим зразком монументалізму є «Повість минулих літ».

## В архітектурі та мистецтві
Монументалізм — це якість художнього твору, притаманна монументу. Велич і піднесеність звичайно досягаються співвідношенням великих мас і обсягів з дрібними деталями, внаслідок чого посилюється враження крупних форм (масштаб), а також засобами симетрії, пропорційності, ритмічності тощо. Осмисленість фізичного простору і виконання з найміцніших матеріалів пов'язані з особливим відчуттям часу, бажанням до довговічності (хоча, Вічність не має тривалості, а всі без винятку матеріали з часом руйнуються). І оскільки монументальні твори, особливо архітектурні, залишаються ще довго жити, попри те, що їхні творці давно пішли з життя, вони перетворюються не тільки на пам'ятки минулих культур, але одночасно на свідків як довговічності, так і тлінності життя своїх творців, швидкоплинності часу.
Внаслідок монументалізм полягає, передовсім, не в композиційних засобах, а в перевазі змісту над формою, у виразі значимості ідей, духовності відносно матеріальної реальності. Тому дріб'язкове, утилітарне або прагматичне не може претендувати на монументальність. З монументальністю сполучаються види образотворчого мистецтва, які звичайно пов'язані з архітектурою або містобудуванням. Передовсім це монументальна скульптура, монументальний живопис, які вже внаслідок свого розташування у штучному середовищі, що створюється для буття багатьох поколінь, отримують специфічні риси і при застосуванні матеріалів, і використанням певних засобів виразності, і прагненням відобразити загальні устремління епохи, вічні ідеали. Якості монументальності також пов'язані з явищами декоративності.